# Rock Star Supernova
Rock Star Supernova – amerykańska supergrupa muzyczna wykonująca rock. Zespół powstał w 2006 roku w ramach reality show Rock Star: Supernova podczas którego odbył się casting na wokalistę grupy. W skład grupy weszli perkusista Tommy Lee znany z grupy Mötley Crüe, basista Jason Newsted znany z grupy Metallica, gitarzysta Gilby Clarke znany z grupy Guns N’ Roses i wybrany przez muzyków wokalista Lukas Rossi znany z grupy Rise Electric.
W 2006 roku ukazał się debiutancki album zespołu zatytułowany Rock Star Supernova. Podczas koncertów Newsteda zastępował Johnny Colt. W 2008 roku grupa zawiesiła działalność.

## Dyskografia

### Rock Star Supernova2006
1. „It’s On!” – 4:05
2. „Leave the Lights On” – 2:43
3. „Be Yourself (and 5 Other Cliches)” – 3:10
4. „It’s All Love” – 3:15
5. „Can’t Bring Myself to Light This Fuse” –  3:51
6. „Underdog” – 3:37
7. „Make No Mistake… This Is the Take” – 3:18
8. „Headspin” – 4:04
9. „Valentine” – 4:27
10. „Social Disgrace” – 3:04
11. „The Dead Parade” – 5:28

### Single
| Rok  | Tytuł                                   | Album               |
| ---- | --------------------------------------- | ------------------- |
| 2006 | "It's All Love”                         | Rock Star Supernova |
| 2006 | „Be Yourself and 5 Other Cliches”       | Rock Star Supernova |
| 2007 | „Headspin”                              | Rock Star Supernova |
| 2007 | „Can't Bring Myself To Light This Fuse” | Rock Star Supernova |